# Parafia Świętej Trójcy w Strzelcach
Parafia Świętej Trójcy w Strzelcach – rzymskokatolicka parafia należąca do dekanatu Kutno – św. Wawrzyńca w diecezji łowickiej.
Parafia liczy 2392 wiernych.
Erygowana w 1389 r.

## Zasięg parafii
Miejscowości należące do parafii: Aleksandrów, Karolew, Kozia Góra, Muchnice, Niedrzaków, Niedrzew Drugi, Niedrzew Pierwszy, Sieraków, Strzelce, Wieszczyce, Zaranna i Zgórze.